# حفظ الحيوانات المنوية بالتبريد
حفظ الحيوانات المنوية بالتبريد أو حفظ الحيوانات المنوية بالتجميد (يُطلق عليه عادةً بنك الحيوانات المنوية أو بنك المني أو تجميد الحيوانات المنوية)هو إجراء يُستخدم للحفاظ على خلايا الحيوانات المنوية، يمكن من خلاله استخدام السائل المنوي بنجاح إلى مالا نهاية بعد الحفظ بالتجميد/بالتبريد. يمكن استخدامه للتبرع بالحيوانات المنوية حيث يريد المتلقي العلاج في وقت أو مكان مختلف، أو كوسيلة للحفاظ على الخصوبة للرجال الذين يخضعون لاستئصال الأسهر أو العلاجات التي قد تعرض خصوبتهم للخطر، مثل العلاج الكيميائي أو العلاج الإشعاعي أو الجراحة. يمكن حفظ الحيوانات المنوية بطريقتين: التجميد التقليدي أو التزجيج.

## التأثير على الجودة
تشير بعض الأدلة إلى زيادة في تكسر الخيوط المفردة وتكثيف وتجزئة الحمض النووي في الحيوانات المنوية بعد التجميد. يمكن أن يؤدي هذا إلى زيادة خطر حدوث طفرات في الحمض النووي للذرية. يمكن أن تعمل مضادات الأكسدة واستخدام أنظمة التبريد التي يتم التحكم فيها جيدًا على تحسين النتائج.
في دراسات المتابعة طويلة الأمد، لم يتم العثور على أي دليل على زيادة العيوب الخلقية أو التشوهات الكروموسومية لدى الأشخاص الذين تم الحمل بهم من الحيوانات المنوية المحفوظة بالتجميد مقارنة بالسكان بشكل عام.